# Villicus
Villicus es una palabra procedente del latín que se refiere al funcionario o capataz romano encargado de la finca de un gran propietario o terrateniente. También describía la heredad con que frecuentemente se premiaba a dicho funcionario por los servicios prestados al amo, como premio de jubilación o al concedérsele la libertad. También se refería este término a la propia casa del capataz. Era además el jefe de la familia rustica, que comprendía al total de los esclavos y esclavas que la trabajaban. La función principal del villicus era hacer cumplir las instrucciones del dueño de propiedad y supervisar a los esclavos, asignar las distintas tareas y comprobar que se cumplieran, administrar la producción y en general todas las funciones de la villa. En general, se encargaba de todo el negocio de la explotación, excepto del ganado, el cual se encontraba bajo el cuidado del magister pecoris. Era el guardián de las llaves y vivía cerca de la puerta principal, ya que se encargaba de controlar el acceso. Si el vilicus tenía estatus de esclavo, como premio por su buen hacer, el propietario podía concederle la libertad cuando se retirara de esta ocupación.
En la cultura latina del Imperio romano la «familia» era el conjunto de esclavos de una casa, o servidumbre. La familia urbana era la formada por los esclavos que servían al señor en su casa de la ciudad; los grandes personajes disponían de un gran número de siervos, entre los que estaban: un administrador (procurator), un intendente (atriensis) , un portero (ianitor), un jefe de cocina (coquus), un ayuda de cámara (cubicularius), lacayos para llevar la litera (lecticarii), mensajeros (tabellarii), secretarios (amanuensis), maestros (paedagogi), médicos (medici), etc.
Las características que debía poseer el villicus así como todas sus funciones dentro de la villa están ampliamente recogidas en el libro XI del tratado sobre agronomía De re rustica, obra de Columela. También aparecen mencionadas en el tratado De agri cultura de Catón el Viejo.
Villicus está en el origen toponímico de pueblos o ciudades como Villegas, Vilega, Villiquera, etc.

## Villica
La vilica era aquella esclava o liberta destinada a ser la compañera del capataz encargado de la villa. Era importante asignarle al vilicus una compañera, a fin de que las responsabilidades que implica la administración de la explotación fueran compartidas, especialmente las relativas al ámbito doméstico, asociado exclusivamente a las mujeres. Esta no era escogida al azar, sino que debía cumplir una serie de requisitos que la hacían idónea para el trabajo. Así, la vilica debe ser joven y tener una buena salud que le permitiera desempeñar una gran cantidad de tareas. La candidata debía tener poca predisposición a los placeres, tener buena memoria, ser previsora y obediente. Es destacable que, aunque estas condiciones se exigen también en el vilicus, a éste no se le pide seguir trabajando por la noche porque al estar fuera de la casa, regresa fatigado. Sin embargo, después de una jornada de trabajo de ella se espera que no esté ociosa, por lo que cuando vuelve a la residencia debe seguir trabajando en las labores del hilado y tejido. Por otra parte, se selecciona en función de su belleza. Ni muy fea ni demasiado atractiva, con tal de tener contento al capataz y que él se pueda regocijar con ella, pero no demasiado para no caer en la ociosidad. En el tratado no se exige ninguna cualidad física del vilicus, más allá de la robustez y la salud. 
En este texto las labores desempeñadas por la vilica no están planteadas como un verdadero trabajo, sino como una tarea natural (López Medina, 2008) que se asume que ya están inevitablemente presentes en la naturaleza de las mujeres. Sin embargo, aunque a ella se le dan todas las obligaciones inherentes a la administración de la casa, también se constata su participación en tareas en el exterior y que requieren gran fuerza física. También debía ocuparse de las personas a su cargo, asegurándose de que se cumplieran los tiempos de cultivo, de que se realizan todos los trabajos necesarios tanto en la misma casa como en los campos, de administrar la producción, controlar las herramientas de trabajo e incluso de cuidar de los enfermos. Por otra parte, las actividades de la vilica debían estar supervisadas por su compañero, pues aunque en la práctica toda la responsabilidad recayera en ella, se asumía que las mujeres eran seres “incapaces” (imbecilitas mentis) que necesitaban supervisión y tutela masculina. Por tanto, el vilicus debía exigirle explicaciones acerca de sus tareas cada cierto tiempo para asegurarse de que todo marcha correctamente, al menos simbólicamente, para poder informar al propietario. A pesar de la poca relevancia que se da en las obras clásicas al trabajo de la vilica, la cantidad de obligaciones que pesaban sobre ella era ingente y es posible que en la práctica en algunos casos fueran las auténticas capataces en funciones.